# Sväng

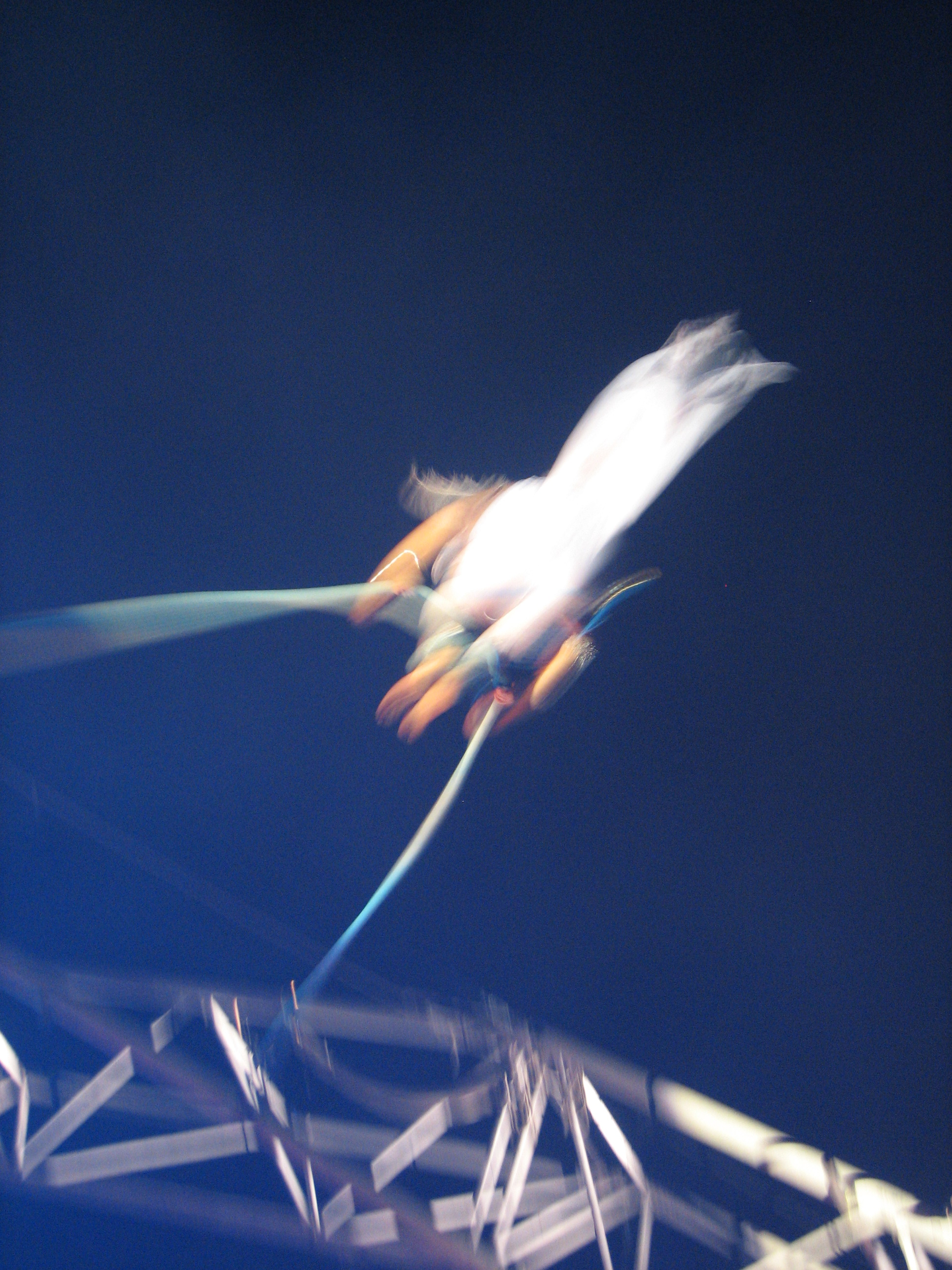
Musikaliskt sväng – en känsla av kraft och rörelse i samverkan.

Sväng, från engelskans swing, eller groove är en känsla av rytmisk energi eller dragkraft i ett musikaliskt framförande, ett pulserande tryck eller en kraft som stimulerar lyssnaren att röra sig. Sväng förknippas särskilt men inte enbart med jazz. Även om olika musikstycken har olika möjlighet att kunna svänga, beror sväng i första hand på hur musiken spelas. Subtila skillnader i framförandet kan vara avgörande för om det svänger eller inte.

## Sväng kontra swing
Ordet sväng associeras ofta med genren swing, med jazz och med den triolkänsla man där använder när man spelar underindelningar av taktslagen. Om taktslagen är fjärdedelsnoter, spelas åttondelsnoter inte rakt, utan som trioler där första åttondelen får 2/3 av tiden och andra åttondelen 1/3. Men en sådan användning av trioler är ingen garanti för att lyssnaren ska uppleva sväng, och musik utan triolkänsla kan också vara mycket svängig.

## Det omedvetnas roll
Många har försökt förklara vad sväng egentligen är, men den flora av olika förklaringar som både musiker och lyssnare ger, antyder att vi inte bedömer graden av sväng genom medveten analys utan genom omedvetna perceptionsprocesser. Det resulterar i att vi får en känsla – "You can feel it, but you just can't explain it. Do you dig me?".
På samma sätt styr musikerna inte graden av sväng genom direkt medveten styrning av enskilda fysikaliska egenskaper, utan snarare indirekt genom att hitta sinnestillstånd som gör att de rätta fysikaliska egenskaperna formas omedvetet och i harmoni med varandra under framförandet. Det kan jämföras med att vi på den medvetna nivån inte planerar varje enskild leds rörelser när vi ska flytta en kaffekopp, trots att det kan vara ett medvetet beslut att flytta koppen. Skulle medvetandet styra varje led, så skulle rörelserna bli klumpiga och mekaniska. Se implicit.

## Mätbara egenskaper
Pågående studier visar att olika människor är relativt ense om vilka framföranden som det svänger om. Därför måste svänget åtminstone delvis kunna karakteriseras av objektiva och fysikaliskt mätbara egenskaper hos den ljudande musiken. Studierna visar också att man bedömer annorlunda om man bara har några sekunder på sig att lyssna än om man får åtta sekunder eller mer. Det finns svängig musik i många olika tempi. Däremot kan man inte manipulera tempot i uppspelningen av ett visst framförande särskilt mycket förrän svänget avtar. Vilka fysikaliska egenskaper hos utförandet som ger bäst sväng måste alltså vara anpassat till tempot, men även till kompositionens uppbyggnad. Något facit finns ännu inte.

## Allmänt om tajmning
Tajmningen av enskilda noter i ett stycke har stor betydelse för svänget och går också bra att mäta. Om en dator spelar en melodi där alla toner ligger exakt i tiden enligt en åttondels- eller triolindelning, låter det ofta rätt mekaniskt, jämfört med om en människa spelar. Lyssnare världen runt föredrar i allmänhet musik som inte strikt följer metronomen. Det gäller både populärmusik, europeisk konstmusik och många icke-europeiska traditioner, exempelvis musik från Afrika och Mellanöstern.
En del forskare har jämfört tajmningen för de spelade tonerna med de tider som de strikt tolkade noterna indikerar. Man kan också studera tidsskillnader mellan stämmor som spelas samtidigt, eller de tidsvariationer som finns när samma rytmiska element återkommer i en stämma eller i likartade låtar med olika tempo. Dessutom kan man studera om förskjutningarna i tajmningen är konsekventa eller snarast kan betecknas som låg precision.
Det räcker inte att göra statistiska analyser av tidmätningarna, eftersom spelandet av musik inte är en statistisk process. Varje enskild tidsförskjutning av en ton kan vara motiverad av sammanhanget med andra toner som just spelats eller strax kommer att spelas.

## Pendlande taktslag
I en studie analyseras inspelningen av It don't mean a thing med Duke Ellington och Louis Armstrong från 1962. Låten börjar med en klassisk swingrytm på hi-hat som låter som "tisdag, på tisdag, på tis..." och så vidare. Stavelserna tis-dag tis-dag faller på fjärdedelsslagen 1 2 3 4 i takten. Analysen visar dock att dessa taktslag inte spelas jämnt. Istället alternerar fjärdedelsslagen mellan pådrivande vid 1, 3 och tillbakahållande vid 2, 4. De förslag som här benämns "på" i "på tisdag" samarbetar med det efterföljande slaget om att driva på. "På tis" driver alltså på, medan "-dag" håller tillbaka. Som mest är skillnaden mellan närliggande fjärdedelsslag 25 millisekunder i det redovisade avsnittet. Pendelrörelsen är konsekvent, även om utslagens storlek varierar.
I samma studie analyserade poplåtarna Graceland av Paul Simon, Fever med Ray Charles och Stir it up med Bob Marley. Medan Graceland (ingen triolkänsla) har samma alternerande pådrivande och tillbakahållande taktslag som It don't mean a thing, spelas Fever och Stir it up utan denna typ av förskjutningar, men ändå med påtagligt sväng. Här måste svänget alltså förklaras av något annat.

## Sambasväng
Ganza är ett skakinstrument som används i Samba och som spelar alla åttondelar. Två slag betonas och två slag spelas obetonade i en ständigt repeterad sekvens. Med stora X för betonade slag och lilla x för obetonade kan rytmen skrivas:
```
  4/4   |1 . 2 . 3 . 4 .|1 . 2 . 3 . 4 .|
        |               |               |
Ganza   |X x x X X x x X|X x x X X x x X|
```

Om man hade lyckats spela dessa betoningar med en exakt åttondelsrytmik, skulle resultatet inte bli samba utan vara ganska enformigt och ointressant. I verkligheten behöver man mer tid för att åstadkomma betonade slag än obetonade i ett skakinstrument. Man måste helt enkelt göra en större rörelse inför varje betoning. Detta skapar en karakteristisk ojämnhet i åttondelsflödet, ett speciellt sväng.
Den rytm som uppstår skulle kunna illustreras med ordet etcetera där första stavelsen är upptakt och de två sista markerar de obetonade slagen. I långsamt tempo kan det uttalas "et-ce-te-ra, et-ce-te-ra" som fyra tydliga och relativt jämna delar. Men när tempot ökas, drar man ihop de obetonade slutstavelserna alltmer. Vi får sambans karakteristiska förskjutningar som i riktigt snabbt tempo nästan blir en tredelning – "et-ce-tra, et-ce-tra". Det finns rytmlärare som väljer att notera denna rytm i 3-takt.
Ganzarytmen kan upplevas som ett cykliskt pulserande där den distinkta och tidiga upptakten "et-" tillför ny energi som ska sätta igång rörelse, ettan "-ce-" är den rörelse som kommit igång och vid de obetonade "-tera" saktar rörelsen in för en mikroskopisk stunds vila. Man kan notera att mikrovila är något som våra muskler behöver. De stänger av blodtillförseln vid anspänning och måste slappna av ett ögonblick för att få nytt blod som ger energi till nästa anspänning. Om man spelar ganza utan avspänningsmoment i varje cykel, orkar man bara någon minut, inte de långa pass utan avbrott som krävs i ett karnevalståg.
En analys av samma rytm spelad på det brasilianska tamburininstrumentet pandeiro visar att i det undersökta tempot låg slagen "et-ce" på nästan perfekt tredelning av takten, medan de obetonade "-tera" varken låg på tre- eller fyrdelning. Men hade man bytt ut dem mot ett enda slag mitt emellan, skulle hela rytmen bli en ganska jämn tretakt.
Sammanfattningsvis uppvisar ganzarytmen och hela samban en tydligt förvrängd fyrindelning som vi kallar sambasväng, och som ger en fysikaliskt och kroppsligt förankrad pendling mellan energirika betoningar och avspänning. Utan detta sambasväng blir det ingen samba, rytmen blir nästan omöjlig att spela på ganza med rätt betoningar och även svårare att dansa till. "We have to introduce some swing [...] in order to achieve that rolling effect that instantly gets your body moving".
Förutom tidsförskjutningar utgör alltså även betoningar och vår intuitiva känsla för fysisk kraft och rörelse pusselbitar i sökandet efter en förklaring av sväng eller groove.

### Fotnoter
1. ↑  Lindsay & Nordquist 2006 sid 1: framförandesättet, små skillnader avgör, sid 2: en känsla, det stimulerar kroppsrörelse.
2. ↑  Lindsay & Nordquist 2006 sid 2: sväng kontra swingmusik, sid 7: Graceland svänger utan trioler.
3. ↑  Se What is swing?: en rad olika personer ger sina förklaringar, citatet.
4. ↑  Madison
5. ↑  Lindsay & Nordquist 2006 sid 2: refererar Ernest Cholakis.
6. ↑  Lindsay & Nordquist 2006 sid 2: refererar A Gabrielsson.
7. ↑  Lindsay & Nordquist 2006 sid 3.
8. ↑  Lindsay & Nordquist 2006.
9. ↑  Rytmen består av åttondelar om samban noteras i 4/4 alla breve, men sextondelar om den noteras i 2/2.
10. ↑  Batista: texten strax under fig 1.
11. ↑  Silverman
12. ↑  Batista: under Conclution, nämner där även en "stop-now-go feel".
13. ↑  Lindsay & Nordquist 2006 sid 12-14.
14. ↑  Batista: texten under fig 2.